# Yepeto
 Yepeto  és una pel·lícula filmada en color de l'Argentina dirigida per Eduardo Calcagno segons el guió de Roberto Cossa sobre la seva obra teatral homònima, amb col·laboració d'Eduardo Calcagno en el guió. El film es va estrenar el 6 de maig de 1999 i va tenir com a protagonistes a Ulises Dumont, Nicolás Cabré, Alejandra Flechner i Malena Figo.
L'obra teatral havia estat protagonitzada (1987-1991) per Ulises Dumont i Darío Grandinetti. El paper que va jugar Cabré havia estat prèviament ofert a Diego Torres.

## Sinopsi
La relació entre un vell escriptor i professor de literatura, un jove atleta anomenat Antonio i Cecilia, núvia d'Antonio i alumna del professor en la Facultat que el veu com alguna cosa més que un simple docent.

## Repartiment
- Ulises Dumont … Profesor
- Nicolás Cabré … Antonio
- Alejandra Flechner … Patricia
- Malena Figo … Cecilia
- Villanueva Cosse … Don Gerardo
- Pepe Novoa … Colega Uno
- Max Berliner … Perogrullo
- Márgara Alonso … Vecina
- Rubén Szuchmacher … Hombre en el colectivo
- Franco Calcagno … Franco
- Noemí Munt … Profesora
- Alfredo Allende … Entrenador
- Carlos Bernst … Remisero
- Daniel Lambertini … Mozo del bar
- Marcelo D'Andrea … Marginal
- María Marta Guitart … Mujer del subte
- Mariana Garbarino … Cecilia Antúnez
- Gladys Escudero … Estela
- Sebastián Rodrigo Suárez … Pibe con Estela
- Duilio Orso … Alumno de la Facultad
- Lucas Calcagno … Alumno de la Facultad
- Juliana Cosentino … Alumna de la Facultad
- Marina Tamar … Alumna de la Facultad
- María del Valle Barreiro … Alumna de la Facultad
- Mariano Calasso … Alumno de la Facultad
- Leonardo Bossio … Alumno de la Facultad
- Esteban García Padín … Alumno de la Facultad
- Patricia Becker … Farmacéutica
- Anahí Martella … Empleada de la Facultad
- Guillermo Sondevi … Mozo de la pizzería
- Iara Lublinsky
- Guillermo Bergandi … Alumno de la Facultad

## Premis
La pel·lícula va ser guardonada amb aquestes distincions:
Asociación de Cronistas Cinematográficos de la Argentina el 2000
- Premis Cóndor de Plata al Millor Actor atorgat a Ulises Dumont.
- Seleccionats Eduardo Calcagno i Roberto Cossa com a candidats al Còndor de Plata al Millor Guió adaptat.
- Seleccionada Yepeto com a candidata al Còndor de Plata a la Millor Pel·lícula.
- Seleccionada Alejandra Flechner com a candidata al Còndor de Plata a la Millor Actriu de repartiment.

Festival de Cinema Llatinoamericà de Biarritz 1999
- Premi al Millor Actor atorgat a Ulises Dumont.
- Premio Sol d'Or a la Millor Pel·lícula a Eduardo Calcagno[2]

Festival Internacional de Cinema de Friburg de 2000
- Premi de la Fundació Internacional Pestalozzi (Pestalozzi International Village Trust) a Eduardo Calcagno
- Seleccionat com a candidat al Gran Premi, Eduardo Calcagno

Festival Internacional del Nou Cinema Llatinoamericà de l'Havana de 1999
- Premi al Millor Guió a Roberto Cossa
- Premi Glauber Rocha: Esment especial a Eduardo Calcagno
- Tercer Premi Gran Coral a Eduardo Calcagno
- Premi Guaita a Eduardo Calcagno

Festival de Cinema Hispà de Miami 2000
- Premi Golden Egret al Millor Actor a Ulises Dumont
- Premi al Millor Guió a Roberto Cossa

Festival de Cinema de Santo Domingo 1999
- Premi al Millor actor a Ulisss Dumont

Festival de Cinema de Santa Cruz de la Sierra
- Premi al Millor actor a Ulises Dumont

## Comentaris
Gustavo Noriega a El Amante del Cine va escriure:
| « | ”En alguns moments, la mà del director brilla en la seva invisibilitat… si es compara l'audàcia de Calcagno respecte de la dels seus contemporanis (Mignona, Stagnaro…) amb les seves pel·lícules prolixes i temoroses un no pot menys.” | » |

Diego Battle a La Nación va opinar:
| « | ”La visió de tota la primera hora de Yepeto resulta tot un plaer: una història construïda sense efectismes ni grandielocuencias, amb personatges ben treballats, situacions i conflictes que mai llueixen forçades, molt d'humor i una saludable manca d'afectació i clisés….no es tracta d'una obra innovadora (no pretén ser-ho) però està feta amb dignitat, intel·ligència i professionalisme” | » |

Ricardo García Oliveri va opinar a Clarín :
| « | ”Amb la mateixa energia, ironia i humor amb què es va estrenar fa dotze anys, Yepeto bolca en la pantalla la corrosivitat i l'acidesa de la seva història. Si la pel·lícula triomfa és perquè l'adaptació de l'obra original de Roberto Cossa és tant o, millor, més reeixida que la pel·lícula mateixa.” | » |

Manrupe i Portela escriuen:
| « | ”Aquesta adaptació d'una obra reeixida posa especial èmfasi en la por d'envellir, mostrant amb delicadesa les puntes d'un triangle obert. Massa expositiva per moments, càlida en uns altres, tracta als personatges amb pietat i admiració.” | » |